# شهرستان ناکلز
شهرستان ناکلز (به انگلیسی: Nuckolls County) یک منطقهٔ مسکونی در ایالات متحده آمریکا است که در نبراسکا واقع شده‌است. شهرستان ناکلز ۱٬۴۹۱٫۸۴ کیلومتر مربع مساحت دارد.